# Danielle Collins
Danielle Rose Collins (ur. 13 grudnia 1993 w St. Petersburgu w stanie Floryda) – amerykańska tenisistka, finalistka Australian Open 2022 w grze pojedynczej kobiet oraz zwyciężczyni Miami Open 2024.

## Kariera tenisowa
W karierze zwyciężyła w czterech singlowych turniejach rangi ITF. 11 lipca 2022 roku zajmowała najwyższe miejsce w rankingu singlowym WTA Tour – 7. pozycję.
W 2014 roku zadebiutowała w turnieju wielkoszlemowym podczas US Open, gdzie odpadła w pierwszej rundzie, przegrywając z rozstawioną z numerem drugim Simoną Halep. Największy sukces odniosła w Australian Open w 2019 roku, kiedy to dotarła do półfinału, po drodze wygrywając z trzema zawodniczkami z Top 20, m.in. z Angelique Kerber. W 2020 najlepszy wynik w turniejach wielkoszlemowych odniosła we French Open, docierając do ćwierćfinału, po drodze wygrywając m.in. z Garbiñe Muguruzą.
W 2018 roku osiągnęła czwartą rundę w Indian Wells, pokonując między innymi Madison Keys, w Miami zaś dzięki wygranej nad Venus Williams awansowała do półfinału.
W 2021 roku Danielle Collins pokonała Elenę-Gabrielę Ruse 6:4, 6:2 w finale tenisowego turnieju w Palermo. Dwa tygodnie później zwyciężyła w rozgrywkach w San Jose, wygrywając w meczu mistrzowskim 6:3, 6:7(10), 6:1 z Darją Kasatkiną.
W 2022 roku osiągnęła finał Australian Open w grze pojedynczej kobiet. Przegrała w nim z Ashleigh Barty 3:6, 6:7(2).
W 2023 roku triumfowała w turnieju rangi WTA 500 w grze podwójnej w Charleston. W parze z Desirae Krawczyk pokonały parę Giuliana Olmos–Ena Shibahara 0:6, 6:4, 14–12. Był to jej pierwszy tytuł w grze podwójnej w turnieju z cyklu WTA Tour.
W 2024 roku wygrała w turnieju rangi WTA 1000 w Miami, pokonując w finale z wynikiem 7:5, 6:3 Jelenę Rybakinę, która była rozstawiona z numerem 4.
W 2025 w Australian Open przegrała w trzeciej rundzie z Madison Keys.

## Historia występów wielkoszlemowych
Legenda
     W, wygrany turniej
     F, przegrana w finale
     SF, przegrana w półfinale
     QF, przegrana w ćwierćfinale
     xR, przegrana w x rundzie
     Qx, przegrana w x rundzie kwalifikacji
     A, brak startu
     NH, turniej nie odbył się

### Występy w grze pojedynczej
| Australian Open        | A | A | A   | A | A | A   | A | A   | A   | Q3 | SF | 2R | 2R | F  | 3R | 2R | 3R | 0 / 7  | 18 – 7  |  |  |  |  |  |  |  |  |
| French Open            | A | A | A   | A | A | A   | A | A   | A   | 1R | 2R | QF | 3R | 2R | 1R | 2R | 2R | 0 / 8  | 9 – 8   |  |  |  |  |  |  |  |  |
| Wimbledon              | A | A | A   | A | A | A   | A | A   | Q1  | 1R | 3R | NH | 2R | 1R | 2R | 4R |    | 0 / 6  | 7 – 6   |  |  |  |  |  |  |  |  |
| US Open                | A | A | A   | A | A | 1R  | A | 1R  | Q1  | 1R | 2R | 1R | 3R | 4R | 2R | 1R |    | 0 / 9  | 7 – 9   |  |  |  |  |  |  |  |  |
|                        |   |   |     |   |   |     |   |     |     |    |    |    |    |    |    |    |    |        |         |  |  |  |  |  |  |  |  |
| Ranking na koniec roku | – | – | 608 | – | – | 950 | – | 299 | 167 | 36 | 31 | 45 | 29 | 14 | 55 | 11 |    | 0 / 30 | 41 – 30 |  |  |  |  |  |  |  |  |

### Występy w grze podwójnej
| Australian Open        | A | A | A | A | A | A | A | A    | A   | A   | 1R  | 2R | A   | 3R  | 1R | 1R  | 1R | 0 / 6  | 3 – 5   |  |  |  |  |  |  |  |  |
| French Open            | A | A | A | A | A | A | A | A    | A   | A   | 2R  | A  | 1R  | 1R  | 1R | A   | A  | 0 / 4  | 1 – 4   |  |  |  |  |  |  |  |  |
| Wimbledon              | A | A | A | A | A | A | A | A    | A   | 1R  | QF  | NH | A   | SF  | 1R | A   |    | 0 / 4  | 6 – 4   |  |  |  |  |  |  |  |  |
| US Open                | A | A | A | A | A | A | A | A    | A   | 2R  | 3R  | A  | A   | A   | 2R | A   |    | 0 / 3  | 4 – 3   |  |  |  |  |  |  |  |  |
|                        |   |   |   |   |   |   |   |      |     |     |     |    |     |     |    |     |    |        |         |  |  |  |  |  |  |  |  |
| Ranking na koniec roku | – | – | – | – | – | – | – | 1008 | 526 | 410 | 102 | 96 | 488 | 287 | 84 | 527 |    | 0 / 17 | 14 – 16 |  |  |  |  |  |  |  |  |

### Występy w grze mieszanej
| Australian Open | A | A | A | A | A | A | A | A | A | A  | 1R | A  | A | A | A  | A | A | 0 / 1 | 0 – 1 |  |  |  |  |  |  |  |  |
| French Open     | A | A | A | A | A | A | A | A | A | A  | A  | NH | A | A | A  | A | A | 0 / 0 | 0 – 0 |  |  |  |  |  |  |  |  |
| Wimbledon       | A | A | A | A | A | A | A | A | A | A  | A  | NH | A | A | A  | A |   | 0 / 0 | 0 – 0 |  |  |  |  |  |  |  |  |
| US Open         | A | A | A | A | A | A | A | A | A | 1R | 1R | NH | A | A | 1R | A |   | 0 / 3 | 0 – 3 |  |  |  |  |  |  |  |  |
|                 |   |   |   |   |   |   |   |   |   |    |    |    |   |   |    |   |   |       |       |  |  |  |  |  |  |  |  |
|                 |   |   |   |   |   |   |   |   |   |    |    |    |   |   |    |   |   | 0 / 4 | 0 – 4 |  |  |  |  |  |  |  |  |

## Finały turniejów WTA
| Legenda                     | Legenda |
| --------------------------- | ------- |
| Wielki Szlem                |         |
| Igrzyska olimpijskie        |         |
| WTA Tour Championships      |         |
| 2009 – 2020                 |         |
| WTA Premier Mandatory       |         |
| WTA Premier 5               |         |
| WTA Premier                 |         |
| WTA International Series    |         |
| WTA 125K series (2012–2020) |         |
| od 2021                     |         |
| WTA 1000 (obowiązkowe)      |         |
| WTA 1000 (nieobowiązkowe)   |         |
| WTA 500                     |         |
| WTA 250                     |         |
| WTA 125                     |         |

### Gra pojedyncza 6 (4–2)
| Końcowy wynik | Nr | Data             | Turniej         | Nawierzchnia | Przeciwniczka       | Wynik finału      |
| ------------- | -- | ---------------- | --------------- | ------------ | ------------------- | ----------------- |
| Zwyciężczyni  | 1. | 25 lipca 2021    | Palermo         | Ceglana      | Elena-Gabriela Ruse | 6:4, 6:2          |
| Zwyciężczyni  | 2. | 8 sierpnia 2021  | San Jose        | Twarda       | Darja Kasatkina     | 6:3, 6:7(10), 6:1 |
| Finalistka    | 1. | 29 stycznia 2022 | Australian Open | Twarda       | Ashleigh Barty      | 3:6, 6:7(2)       |
| Zwyciężczyni  | 3. | 31 marca 2024    | Miami           | Twarda       | Jelena Rybakina     | 7:5, 6:3          |
| Zwyciężczyni  | 4. | 7 kwietnia 2024  | Charleston      | Ceglana      | Darja Kasatkina     | 6:2, 6:1          |
| Finalistka    | 2. | 25 maja 2024     | Strasburg       | Ceglana      | Madison Keys        | 1:6, 2:6          |

### Gra podwójna 2 (1–1)
| Końcowy wynik | Nr | Data             | Turniej    | Nawierzchnia | Partnerka        | Przeciwniczki                         | Wynik finału    |
| ------------- | -- | ---------------- | ---------- | ------------ | ---------------- | ------------------------------------- | --------------- |
| Zwyciężczyni  | 1. | 9 kwietnia 2023  | Charleston | Ceglana      | Desirae Krawczyk | Giuliana Olmos Ena Shibahara          | 0:6, 6:4, 14–12 |
| Finalistka    | 1. | 16 września 2023 | San Diego  | Twarda       | Coco Vandeweghe  | Barbora Krejčíková Kateřina Siniaková | 1:6, 4:6        |

## Finały turniejów WTA 125K series

### Gra pojedyncza 1 (1–0)
| Końcowy wynik | Nr | Data             | Turniej       | Nawierzchnia | Przeciwniczka | Wynik finału  |
| ------------- | -- | ---------------- | ------------- | ------------ | ------------- | ------------- |
| Zwyciężczyni  | 1. | 28 stycznia 2018 | Newport Beach | Twarda       | Sofja Żuk     | 2:6, 6:4, 6:3 |

## Występy w Turnieju Mistrzyń

### W grze pojedynczej
| Rok  | Rezultat                              | Przeciwniczka                         | Wynik                                 |
| 2024 | zawodniczka rezerwowa (nie wystąpiła) | zawodniczka rezerwowa (nie wystąpiła) | zawodniczka rezerwowa (nie wystąpiła) |

## Finały turniejów ITF
| turnieje z pulą nagród 100 000 $ (W100)  |
| turnieje z pulą nagród 75/80 000 $ (W80) |
| turnieje z pulą nagród 50/60 000 $ (W75) |
| turnieje z pulą nagród 40 000 $ (W50)    |
| turnieje z pulą nagród 25 000 $ (W35)    |
| turnieje z pulą nagród 15 000 $ (W15)    |
| turnieje z pulą nagród 10 000 $          |

### Gra pojedyncza 8 (4–4)
| Rezultat     |    | Data       | Turniej       | ($)    | Naw.    | Przeciwniczka     | Wynik         |
| Zwyciężczyni | 1. | 09/10/2011 | Williamsburg  | 10 000 | Ceglana | Nika Kucharczuk   | 6:1, 6:3      |
| Zwyciężczyni | 2. | 02/10/2016 | Stillwater    | 25 000 | Twarda  | Caroline Dolehide | 1:0 krecz     |
| Finalistka   | 1. | 30/10/2016 | Macon         | 50 000 | Twarda  | Kayla Day         | 1:6, 3:6      |
| Finalistka   | 2. | 07/05/2017 | Charleston    | 50 000 | Ceglana | Madison Brengle   | 6:4, 2:6, 3:6 |
| Finalistka   | 3. | 14/05/2017 | Naples        | 25 000 | Ceglana | Claire Liu        | 3:6, 1:6      |
| Zwyciężczyni | 3. | 11/06/2017 | Bethany Beach | 25 000 | Ceglana | Lauren Embree     | 6:1, 6:0      |
| Finalistka   | 4. | 05/11/2017 | Tyler         | 80 000 | Twarda  | Kristie Ahn       | 4:6, 4:6      |
| Zwyciężczyni | 4. | 19/11/2017 | Norman        | 25 000 | Twarda  | Sachia Vickery    | 1:6, 6:3, 6:4 |

### Gra podwójna 2 (0–2)
| Rezultat   |    | Data       | Turniej         | ($)    | Naw.    | Partnerka       | Przeciwniczki                | Wynik       |
| Finalistka | 1. | 30/04/2017 | Charlottesville | 60 000 | Ceglana | Madison Brengle | Jovana Jakšić Catalina Pella | 4:6, 6:7(5) |
| Finalistka | 2. | 14/05/2017 | Naples          | 25 000 | Ceglana | Taylor Townsend | Emina Bektas Sanaz Marand    | 6:7(1), 1:6 |

## Występy w igrzyskach olimpijskich

### Gra pojedyncza
| Runda                                                                                  | Przeciwniczka                   | Wynik               |
| -------------------------------------------------------------------------------------- | ------------------------------- | ------------------- |
|                                                                                        |                                 |                     |
| Letnie Igrzyska Olimpijskie w Paryżu 2024, reprezentując państwo Stany Zjednoczone [8] |                                 |                     |
| I runda                                                                                | Niemcy: Laura Siegemund         | 6:3, 2:0 krecz      |
| II runda                                                                               | Dania: Caroline Wozniacki [ITF] | 6:3, 3:6, 6:3       |
| III runda                                                                              | Kolumbia: Camila Osorio [ITF]   | 6:0, 4:6, 6:3       |
| Ćwierćfinał                                                                            | Polska: Iga Świątek [1]         | 1:6, 6:2, 1:4 krecz |

### Gra podwójna
| Runda                                                                              | Partnerka            | Przeciwniczki                               | Wynik          |
| ---------------------------------------------------------------------------------- | -------------------- | ------------------------------------------- | -------------- |
|                                                                                    |                      |                                             |                |
| Letnie Igrzyska Olimpijskie w Paryżu 2024, reprezentując państwo Stany Zjednoczone |                      |                                             |                |
| I runda                                                                            | Desirae Krawczyk [4] | Grecja: Despina Papamichail / Maria Sakari  | 6:1, 6:3       |
| II runda                                                                           | Desirae Krawczyk [4] | Ukraina: Ludmyła Kiczenok / Nadija Kiczenok | 6:3, 4:6, 7–10 |

## Zwycięstwa nad zawodniczkami klasyfikowanymi w danym momencie w czołowej dziesiątce rankingu WTA
Stan na 29.05.2025
| Rok     | 2018 | 2019 | 2020 | 2021 | 2022 | 2023 | 2024 | 2025 | Łącznie |
| Wygrane | 1    | 1    | 2    | 2    | 4    | 2    | 3    | 1    | 16      |

| #    | Zawodnik          | Ranking | Turniej                       | Nawierzchnia | Runda | Wynik          |
| ---- | ----------------- | ------- | ----------------------------- | ------------ | ----- | -------------- |
| 2018 |                   |         |                               |              |       |                |
| 1.   | Venus Williams    | Nr 8    | Miami, Stany Zjednoczone      | Twarda       | QF    | 6:2, 6:3       |
| 2019 |                   |         |                               |              |       |                |
| 2.   | Angelique Kerber  | Nr 2    | Melbourne, Australia          | Twarda       | 4R    | 6:0, 6:2       |
| 2020 |                   |         |                               |              |       |                |
| 3.   | Elina Switolina   | Nr 5    | Brisbane, Australia           | Twarda       | 1R    | 6:1, 6:1       |
| 4.   | Belinda Bencic    | Nr 7    | Adelaide, Australia           | Twarda       | QF    | 6:3, 6:1       |
| 2021 |                   |         |                               |              |       |                |
| 5.   | Karolína Plíšková | Nr 6    | Melbourne, Australia          | Twarda       | 3R    | 7:6(5), 7:6(3) |
| 6.   | Ashleigh Barty    | Nr 1    | Adelaide, Australia           | Twarda       | 2R    | 6:3, 6:4       |
| 2022 |                   |         |                               |              |       |                |
| 7.   | Iga Świątek       | Nr 9    | Melbourne, Australia          | Twarda       | SF    | 6:4, 6:1       |
| 8.   | Uns Dżabir        | Nr 10   | Miami, Stany Zjednoczone      | Twarda       | 4R    | 6:2, 6:4       |
| 9.   | Caroline Garcia   | Nr 10   | San Diego, Stany Zjednoczone  | Twarda       | 1R    | 6:2, 7:6(4)    |
| 10.  | Paula Badosa      | Nr 4    | San Diego, Stany Zjednoczone  | Twarda       | QF    | 7:6(5), 6:4    |
| 2023 |                   |         |                               |              |       |                |
| 11.  | Maria Sakari      | Nr 8    | Montreal, Kanada              | Twarda       | 2R    | 6:4, 6:2       |
| 12.  | Caroline Garcia   | Nr 10   | San Diego, Stany Zjednoczone  | Twarda       | QF    | 6:2, 6:3       |
| 2024 |                   |         |                               |              |       |                |
| 13.  | Jelena Rybakina   | Nr 4    | Miami, Stany Zjednoczone      | Twarda       | F     | 7:5, 6:3       |
| 14.  | Uns Dżabir        | Nr 6    | Charleston, Stany Zjednoczone | Ceglana      | 2R    | 6:3, 1:6, 6:3  |
| 15.  | Maria Sakari      | Nr 7    | Charleston, Stany Zjednoczone | Ceglana      | SF    | 6:3, 6:3       |
| 2025 |                   |         |                               |              |       |                |
| 16.  | Iga Świątek       | Nr 2    | Rzym, Włochy                  | Ceglana      | 3R    | 6:1, 7:5       |